# بيرجيتا لارسون تولان
بيرجيتا لارسون تولان (بالسويدية: Birgitta Larsson)‏ (ني لارسون ولدت في 5 يونيو 1950) هي شخصية إذاعية سويدية ورياضية متقاعدة. حققت أفضل إنجازاتها في الوثب الطويل ، حيث فازت باللقب الوطني في الفترة من 1969 إلى 1971 وحلت في المركز الحادي عشر في بطولة أوروبا عام 1971 . 
منذ عام 1974 و هي تعمل كصحافية ومنتجة للبرامج في الإذاعة السويدية ، و قد حصلت على العديد من الجوائز من الاتحادات الموسيقية والإعلامية السويدية. بدأ من عام 2011 أنتقلت للعيش في كوبنهاغن ، الدنمارك. 